# Riu Agusan
L'Agusan és un riu a l'illa de Mindanao (Filipines) que neix al sud-est i flueix en direcció nord uns 390 km fins a desguassar a la badia de Butuan, a la mar de Bohol, on forma una fèrtil vall de 65 a 80 km d'ample entre les terres altes de Mindanao i la serralada del Pacífico, sent navegable en un tram de 260 km. Malgrat els primers contactes amb els espanyols al segle xvii, la major part de la vall va romandre escassament poblada pels nadius.